# HMS Brixham (J105)
Le HMS Brixham (pennant number J105)  est un dragueur de mines de la classe Bangor lancé pour la Royal Navy (RN) et qui a servi pendant la Seconde Guerre mondiale.

## Conception
Le Brixham est commandé dans le cadre du programme de la classe Bangor de 1939-40 le 9 septembre 1940 pour le chantier naval de Blyth Shipbuilding & Drydock Co. Ltd. à Blyth dans le Northumberland en Angleterre. La pose de la quille est effectuée le 6 novembre 1940, le Brixham est lancé le 21 octobre 1941 et mis en service le 19 août 1942.
La classe Bangor doit initialement être un modèle réduit de dragueur de mines de la classe Halcyon au service de la Royal Navy,. La propulsion de ces navires est assurée par 3 types de motorisation: moteur diesel, moteur à vapeur à pistons double ou triple expansions et turbine à vapeur. Cependant, en raison de la difficulté à se procurer des moteurs diesel, la version diesel a été réalisée en petit nombre.
Les dragueurs de mines de classe Bangor version Royal Navy à turbines déplacent 667 tonnes en charge normale. Afin de pouvoir loger les chaufferies, ce navire possède des dimensions plus grandes que les premières versions à moteur diesel avec une longueur totale de 53 mètres LHT, une largeur de 8,69 mètres et un tirant d'eau de 3,12 mètres. Ce navire est propulsé par 2 turbines à vapeur alimentées par 2 chaudières à tubes d'eau à 3 tambours Admiralty et entraînant deux arbres d'hélices. Les moteurs développent une puissance de 2 000 chevaux-vapeur (1 500 kW) et atteignent une vitesse maximale de 16 nœuds (30 km/h). Le dragueur de mines peut transporter un maximum de 163 tonnes de fioul qui lui donne un rayon d'action de 2 800 milles nautiques (5 200 kilomètres) à 10 nœuds (19 km/h).
Leur manque de taille donne aux navires de cette classe de faibles capacités de manœuvre en mer, qui seraient même pires que celles des corvettes de la classe Flower. Les versions à moteur diesel sont considérées comme ayant de moins bonnes caractéristiques de maniabilité que les variantes à moteur alternatif à faible vitesse. Leur faible tirant d'eau les rend instables et leurs coques courtes ont tendance à enfourner la proue lorsqu'ils sont utilisés en mer de face.
Les navires de la classe Bangor sont également considérés comme exigus pour les membres d'équipage, entassant plus de 60 officiers et matelots dans un navire initialement prévu pour un total de 40 hommes.
Les Bangors équipés de turbine à vapeur sont armés d'un canon anti-aérien de 12 livres 3-inch QF (76,2 mm) et d'un canon AA QF de 2 livres (40 mm). Sur certains navires, le canon de 2 livres est remplacé par un canon AA Oerlikon de 20 mm simple ou double, tandis que la plupart des navires sont équipés de quatre affûts Oerlikon simples supplémentaires au cours de la guerre. Pour les missions d'escortes, leur équipement de dragage de mines peuvent être échangé contre une quarantaine de grenades sous-marines.

## Histoire

### Seconde Guerre mondiale
Le 6 novembre 1942, en prenant son poste d'amarrage à Gibraltar, le cuirassé HMS Nelson, appartenant à la Force H, composé du destroyer hollandais HrMs Isaac Sweers (G83), des destroyeurs HMS Porcupine, HMS Brilliant, HMS Boadicea, HMS Avon Vale, HMS Farndale, HMS Puckeridge et HMS Calpe, heurte le navire marchand Empire Gawain et les dragueurs de mines HMS Bude et HMS Brixham. Le HMS Nelson subit quelques dégâts mineurs.
Le 20 janvier 1943, le sous-marin de Classe S HMS Safari (P211) quitte Alger pour sa 8e patrouille de guerre, toutes en Méditerranée, et reçoit l'ordre de patrouiller au large de Naples, en Italie. Avant de partir en patrouille, des exercices de lutte anti-sous-marine sont effectués avec les chalutiers britanniques HMS Juliet (T136) et HMS Cava (T145) et plus tard avec les dragueurs de mines de classe Bagor HMS Polruan et HMS Brixham.
Le 24 février 1943, le Brixham récupère 53 hommes du navire marchand américain Nathanael Greene qui a été torpillé et endommagé par le sous-marin allemand U-565 à environ 40 milles nautiques (75 kilomètres) au Nord-Est d'Oran, à la position géographique de 35° 56′ N, 0° 05′ E. Le Brixham prend le Nathanael Greene en remorque jusqu'à ce que le remorqueur de sauvetage britannique HMRT Restive prenne le relais à 21 heures et échoue le navire à Salamanda, à quatre milles (7,5 km) à l'Ouest de Mostaganem, à 6h30 le lendemain.
Le HMS Brixham ne figure plus comme unité active dans la liste de la Royal Navy d'avril 1945

### Après-guerre
Il est vendu le 7 juillet 1948 pour destruction.

### Participation auxconvois
Le Brixham a navigué avec les convois suivants au cours de sa carrière:
1. Convoi GUS 47
2. Convoi KMS 19M
3. Convoi KX 4A
4. Convoi MKS 1O
5. Convoi MKS 1X
6. Convoi MKS 3x
7. Convoi MKS 11
8. Convoi ET 14
9. Convoi ET 19
10. Convoi ESS 2

### Commandement
- T/A/Lieutenant Commander (T/A/Lt.Cdr.) Donald I'Anson Leake (RNVR) du 17 juillet 1942 AU 6 octobre 1942
- Lieutenant (Lt.) Graham Allen Simmers (RNR) du 6 octobre 1942 au 1er mai 1943
- T/Lieutenant (T/Lt.) Charles Henry Walton (RNR) du 1er mai 1943 à mi/fin 1944
- T/Lieutenant (T/Lt.) William Kenneth Lewis (RNVR) de mi/fin 1944 au 1er mars 1945

Notes:
RNR: Royal Navy Reserve
RNVR: Royal Navy Volunteer Reserve